# Araceli Candela Cejas
Araceli Candela Cejas (San Isidro, Buenos Aires, 27 de octubre de 1993) es una futbolista argentina que juega en Club Atlético San Lorenzo de Almagro. Antes jugó futsal en Sportivo Barracas y fútbol 11 en Boca Juniors y Platense.

## Clubes
| Club                                 | País      | Año               | Deporte   |
| ------------------------------------ | --------- | ----------------- | --------- |
| Club Atlético Boca Juniors           | Argentina | 2014              | Futsal    |
| Sportivo Barracas                    | Argentina | 2015 - 2018       | Futsal    |
| Club Atlético Platense               | Argentina | 2011 - 2019       | Fútbol 11 |
| Sportivo Barracas                    | Argentina | 2020 - 2024       | Futsal    |
| Club Atlético San Lorenzo de Almagro | Argentina | 2024 - Actualidad | Futbol    |

## Trayectoria
Cejas comenzó jugando al hockey en la Fundación UASI (Unión y Amistad de San Isidro). Luego de unos años, su dedicación al fútbol llegó en su formato de Fútbol Sala en Boca Juniors, equipo con el que participó de la Copa Libertadores «Mujeres de América», en Chile en 2014 y se consagró campeona del Torneo Clausura, título que el conjunto Xeneize no obtenía desde el año 2004. Su carrera en futsal siguió en Sportivo Barracas en paralelo a su participación en el equipo de fútbol 11 de Platense. En su primera etapa en Sportivo, anotó 32 goles y fue la goleadora del equipo en la temporada 2017.                                                                                                                                                                                                       
En el 2017 fue citada para integrar la Selección Argentina Mayor de Fútbol Femenino y la Selección Argentina de Futsal Femenino. Jugó 9 años en Club Atlético Platense, equipo donde fue goleadora y capitana. En 2019, el club la dejó libre por incompatibilidad horaria entre entrenamientos y trabajo.

"Nos siguen discriminando por una cuestión de género, tiene que ver netamente con eso, dudo mucho que suceda lo mismo en el masculino. No veo a Platense perdiendo a su capitán del fútbol masculino. Además, tuvimos varias compañeras afectadas por el cambio de planificación y no hicieron nada para poder continuar en el club"
Telam

Luego de eso, Cejas concretó su pase al equipo de futsal de Sportivo Barracas donde jugó más de tres años. En 2024 y con el dorsal 23, Cejas se suma al plantel del Club Atlético San Lorenzo de Almagro firmando su vuelta al fútbol 11.